# 1834 en Belgique
Chronologie de la Belgique
- 1830
- 1831
- 1832
- 1833
- 1834
- 1835
- 1836
- 1837
- 1838

Cette page recense des événements qui se sont produits durant l'année 1834 en Belgique.

## Événements
- 7 février : fondation de l'École royale militaire.
- Février : les évêques de Belgique annoncent la fondation d'une université catholique.
- Avril : émeutes anti-orangistes à Bruxelles.
  - 6 avril : des émeutiers saccagent les hôtels particuliers bruxellois de membres de la haute noblesse et de la bourgeoisie.
- 1er mai : ordonnance royale sur la construction et l'exploitation par l'État d'un réseau de chemin de fer ayant pour point central Malines et se dirigeant, à l'est, vers la frontière de Prusse, au nord sur Anvers, à l'ouest sur Ostende, et au Midi vers Bruxelles et la frontière française.
- 24 juin : l'avocat Pierre-Théodore Verhaegen propose, à la loge Les Amis philanthropes, la création d'une université libre concurrente de l'université catholique, basée sur le principe du libre examen.
- 25 juillet : loi réprimant les manifestations en faveur de la maison d'Orange-Nassau.
- 31 juillet : loi sur le tarif des céréales instituant le système de l'échelle mobile.
- 4 août : formation du gouvernement de Theux I.
- 8 novembre : les évêques de Belgique fondent l'Université catholique de Malines, qui deviendra en 1835 l'Université catholique de Louvain.
- 20 novembre : fondation par Pierre-Théodore Verhaegen de l'Université libre de Belgique, qui s'appellera ensuite Université libre de Bruxelles.

## Culture

### Architecture

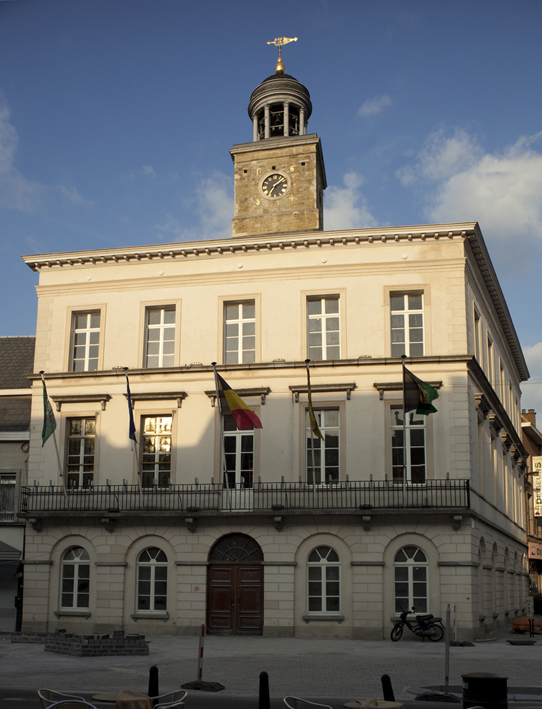
Hôtel de ville de Ninove

### Musique
- Mars: Paganini donne une série de concerts en Belgique.

## Naissances
- 9 janvier : Jan Verhas, artiste peintre.
- 18 janvier : Gérard Joseph Xhrouet, clarinettiste.
- 5 février : Victor Besme, architecte, urbaniste.
- 9 mars : Jean Vanhaelen, homme politique.
- 26 avril : Astère Vercruysse de Solart, homme politique.
- 28 avril : Alphonse van de Velde, homme politique.
- 21 juin : Frans de Cort, poète de langue néerlandaise.
- 17 août : Peter Benoit, compositeur
- 25 septembre : Désiré van Monckhoven, scientifique, photographe.
- 27 octobre : Jules d'Andrimont, homme politique.
- 26 décembre : Louis Henry, chimiste organicien.

## Décès
- 16 mai : Louis-Philippe, prince de Belgique.